# Cumbel
Cumbel ([ˈkʊmbəl]ⓘ, deutsch und bis 1983 offiziell Cumbels) ist ein Dorf in der Gemeinde Lumnezia, Kanton Graubünden, Schweiz. Es liegt im Val Lumnezia (Lugnez) südwestlich von Ilanz.
Bis Ende 2012 bildete Cumbel eine eigene politische Gemeinde. Am 1. Januar 2013 fusionierte sie mit den damaligen Gemeinden Degen, Lumbrein, Morissen, Suraua, Vella, Vignogn und Vrin zur neuen Gemeinde Lumnezia.

## Geographie

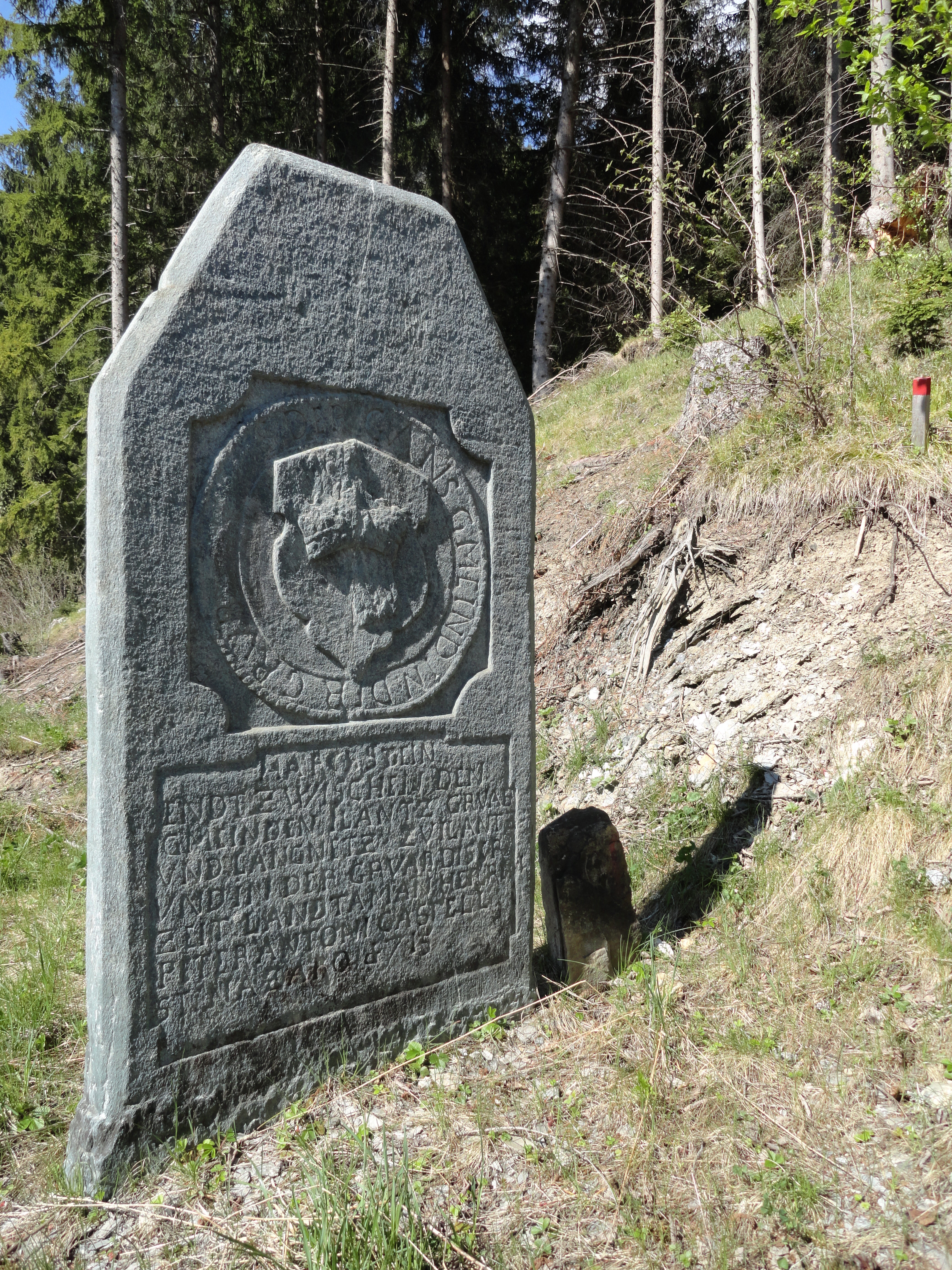
Grenzstein von 1715, Ilanzer Seite

Cumbel ist ein Strassendorf am Südost-Abhang des Piz Mundaun und ist politisch seit 2013 eine Fraktion der Talgemeinde Lumnezia. Vom gesamten ehemaligen Gemeindegebiet von 445 ha waren 207 ha landwirtschaftliches Nutzgebiet, 203 ha Wald und Gehölz, 24 ha Siedlungsfläche und 11 ha unproduktive Fläche (Gebirge). Das Klima ist kontinental-alpin, sonnenreich und niederschlagsarm. Geologisch liegt Cumbel auf einem tektonischen Rutschhang, ähnlich unstabil wie im darunter liegenden Peiden, jedoch nicht so ausgeprägt.
Das Ortsbild ist geprägt durch einige charaktervolle Holzhäuser und eine Hanglage mit schönster Aussicht auf die gegenüberliegende Talseite und Bergkette des Piz Signina. Im Dorfteil Lischeinas wurde in den 1990er-Jahren mit architektonischer Vielfalt das Dorfbild erweitert.

## Geschichte
Die erste urkundliche Erwähnung von Cumbel stammt vom Reichsurbar Ludwig des Frommen um 840, genannt wird dabei auch die Mauritiuskirche von Valgronda. Archäologisch finden sich Spuren einer früheren Besiedlung in Form von vier vorchristlichen Gräbern. Römische Spuren sind wie in der übrigen Val Lumnezia spärlich, beschränken sich auf Münz- und Scherbenstücke.
Im Mittelalter ist ein königlicher Gutshof nachgewiesen, der im Laufe der Zeit an den Bischof von Chur überging.
Ab dem 13. Jahrhundert war Cumbel ein Lehen des Bistums Chur unter der Vogtei der Belmont wie das restliche Lugnez. 1345 wird Cumbel in einem päpstlichen Ablassbrief mit weiteren Lugnezer Kirchen als selbstständige Einheit genannt.
Das Frauentor bei Porclas erinnert an die angebliche Waffenhilfe der Lugnezerinnen gegen die Werdenberg-Sargans 1352. Bis 1371 übernahmen die Lumbrein die Vogtei, ab 1390 die Sax-Misox.

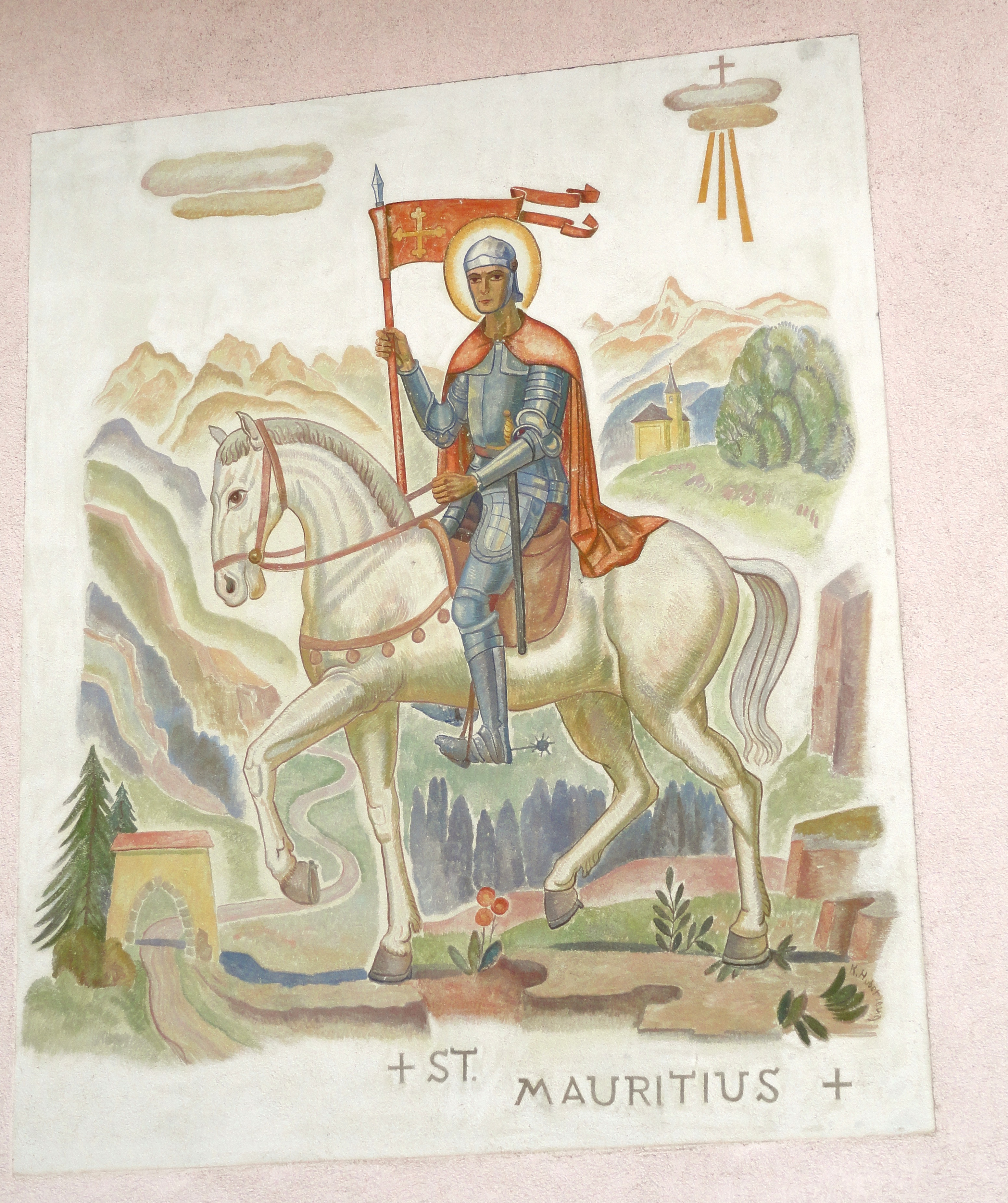
St. Maurizius am alten Schulhaus. Links unten die Porclas, rechts oben die Kapelle St. Murezi

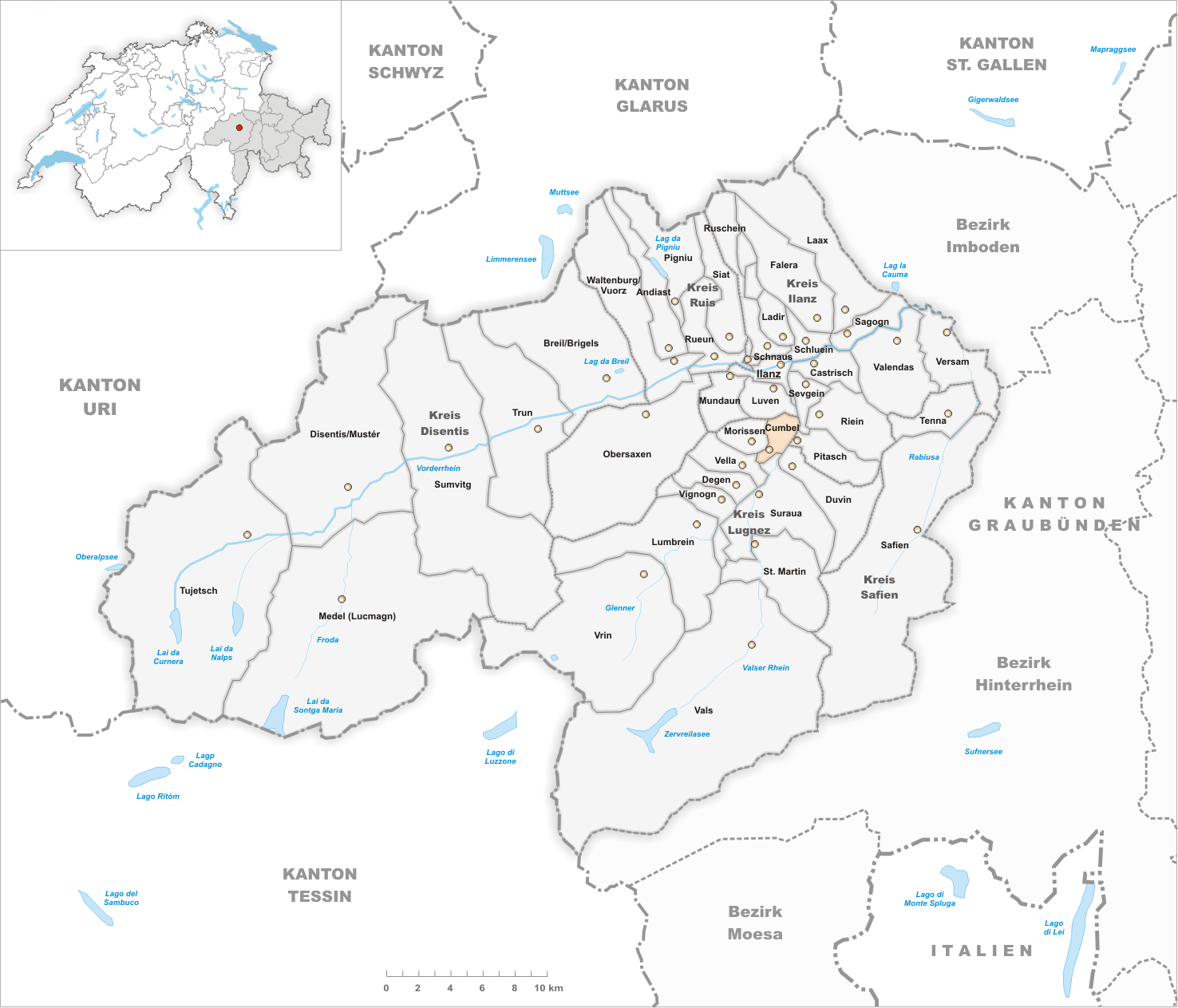
Gemeindestand vor der Fusion am 1. Januar 2013

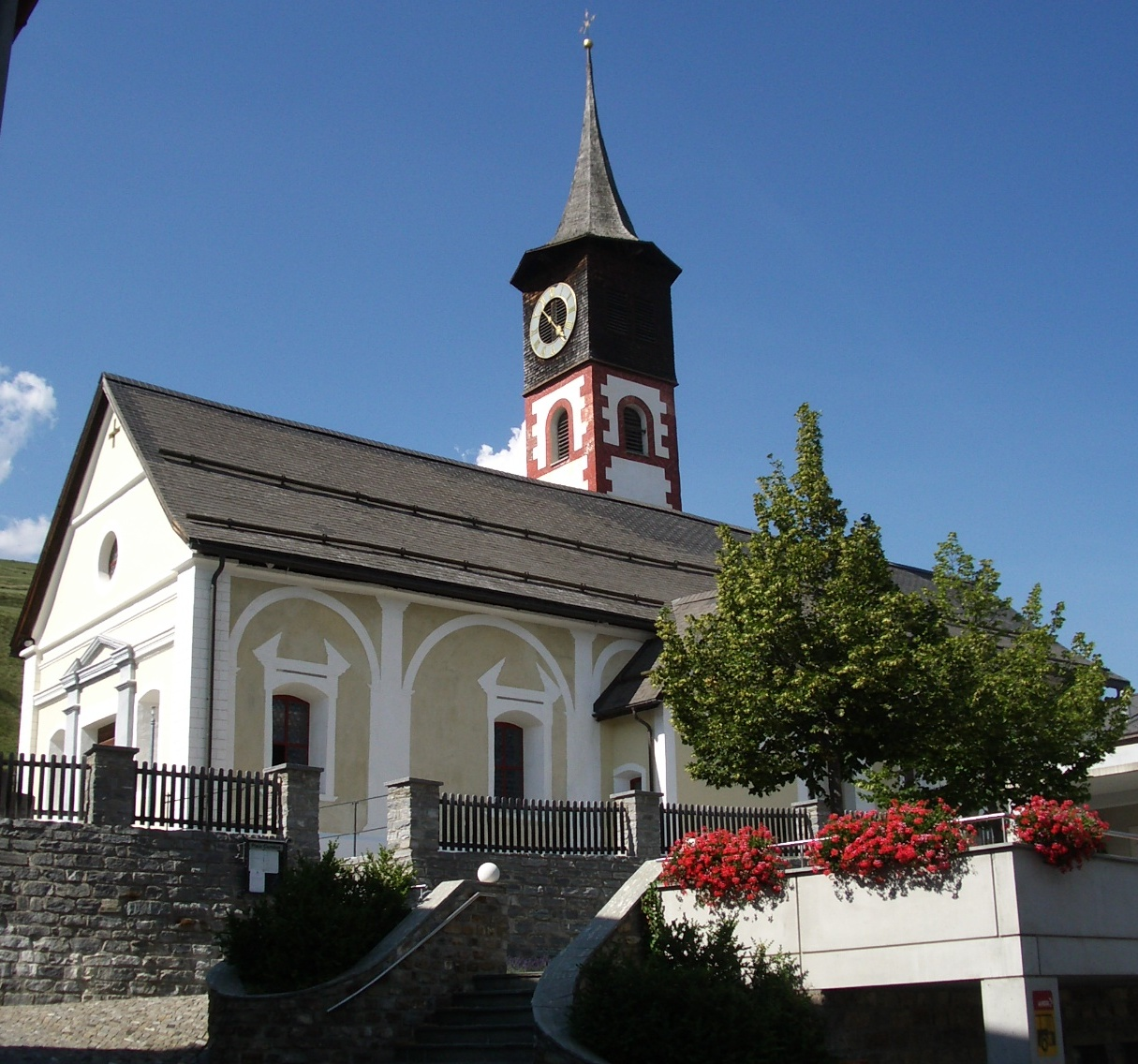
Kirche St. Stephan

Um 825 wird die Mauritiuskapelle bei Valgronda erwähnt. Die vermutlich anfangs des 16. Jahrhunderts erbaute Stephanskirche gehörte bis zur Ablösung 1653 zu St. Vincenz in Pleif (Vella) und wurde 1649 bis 1923 von Kapuzinern  der Rätischen Mission besorgt, seither von Weltgeistlichen. Die Kapuziner hatten einen grossen Einfluss auf die örtliche Kultur, den Kirchenbau unter anderem der Kirche Sankt Stefan und sogar auf literarischem Gebiet.
1538 kam es zum Auskauf der Herrschaftsrechte. Ab diesem Zeitpunkt bis 1854 bildete Cumbel zusammen mit Peiden und Camuns eine eigene Nachbarschaft in einer Gerichtsgemeinde von Alt Fry Rätia. 1653 löste sich die katholische Kirchgemeinde von der Mutterkirche Pleif. Von 1649 bis 1924 wirkten Kapuziner der Rätischen Mission in der Region. Sie hatten einen grossen Einfluss auf die örtliche Kultur, den Kirchenbau unter anderem der Kirche Sankt Stefan und sogar auf literarischem Gebiet.
1872/73 wurde die Talstrasse von Ilanz nach Cumbel ausgebaut. 1886 wurde die Strasse nach Vrin weiter ausgebaut und für den Postkutschendienst verkehrssicher gemacht. Mit dem Bau der Bergbahnen und Skilifte im Talzentrum Vella im Jahre 1970 begann der eigentliche touristische Aufschwung. Seither wurden vorab Zweitwohnungen und Neubauten gebaut. Im Infrastrukturbereich arbeitete Cumbel eng mit dem Nachbarort Morissen zusammen. So wurde 1977 das Lugnezer Altersheim erbaut, das heute jedoch als Hotel dient. 1968 bis 1997 erfolgte eine Gesamtmelioration, seit 1980 Kooperationen im Schul- und Vereinswesen. 1993 erhielt Cumbel von der Arbeitsgemeinschaft Solar 91 einen Preis für die Errichtung und Nutzung von Sonnenkollektoren. Arbeitsplätze bieten heute noch die Landwirtschaft, das Gewerbe, der Dienstleistungsbereich und der Tourismus. 2000 bot der dritte Sektor über die Hälfte der Arbeitsplätze des Dorfes. Mehr als ein Drittel der Erwerbstätigen arbeitete ausserhalb von Cumbel.
→ siehe auch Abschnitt Geschichte im Artikel Lumnezia

## Wappen
| Wappen von Cumbel | Blasonierung: «In Rot das silberne (weisse) Frauentor (Porclas) mit schwarzem Fallgatter»                                                                                        |
| Wappen von Cumbel | Das Frauentor ist das bekannteste historische Denkmal des Tales. Seinen Namen erhielt es vom legendären Kampf der Lugnezer Frauen während der Werdenberg-Belmontschen Fehde 1352 |

Gemäss einer Sage aus dem 18. Jahrhundert schlugen tapfere Lugnezerinnen einen Umgehungstrupp des Feindes bei Porclas in die Flucht geschlagen. Ausserhalb von Porclas steht oberhalb der Talstrasse an der ehemaligen Gemeinde- und Kreisgrenze ein 160 Zentimeter hoher Grenzstein aus dem Jahr 1715. Auf der Lugnezer Seite ist der heilige Mauritius abgebildet und die Inschrift: JOHAN HEINRICH VON MONT DERZEIT LANDTAMEN IN LANGNETZ HAT DIESEN MARGSTEIN LASEN MACHEN AUS BEF ELCH EINES WOLWISEN RATHS DESSELBSTEN 1715. Talwärts trägt der Stein das Ilanzer Wappen. Als Landammann der Gruob wird Piter Antoni Castell St. Nazaro genannt.

## Bevölkerung
| Bevölkerungsentwicklung | Bevölkerungsentwicklung | Bevölkerungsentwicklung | Bevölkerungsentwicklung | Bevölkerungsentwicklung | Bevölkerungsentwicklung | Bevölkerungsentwicklung | Bevölkerungsentwicklung | Bevölkerungsentwicklung | Bevölkerungsentwicklung |
| ----------------------- | ----------------------- | ----------------------- | ----------------------- | ----------------------- | ----------------------- | ----------------------- | ----------------------- | ----------------------- | ----------------------- |
| Jahr                    | 1850                    | 1900                    | 1910                    | 1941                    | 1950                    | 1990                    | 2000                    | 2004                    | 2012                    |
| Einwohner               | 278                     | 342                     | 275                     | 331                     | 298                     | 257                     | 288                     | 270                     | 238                     |

Von den Ende 2004 270 Bewohnern waren 263 Schweizer Bürger. Es wird Sursilvan gesprochen.

## Sehenswürdigkeiten
- Katholische Pfarrkirche Sankt Stephan[3]
- Kapelle St. Murezi (Sankt Mauritius) im Weiler Valgronda oberhalb der Talstrasse[4]
- Die Porclas Cumbel nordöstlich des Dorfes
- Im Weiler  steht auf einem Parkplatz
- Skulptur «La Pedra» der mexikanischen Künstlerin Paloma Torres, in Anlehnung an die im Lugnez vorkommenden Zeichensteine und urgeschichtlichen Fundsteine. Sie befindet sich auf einem Parkplatz in Valgronda

## Bilder

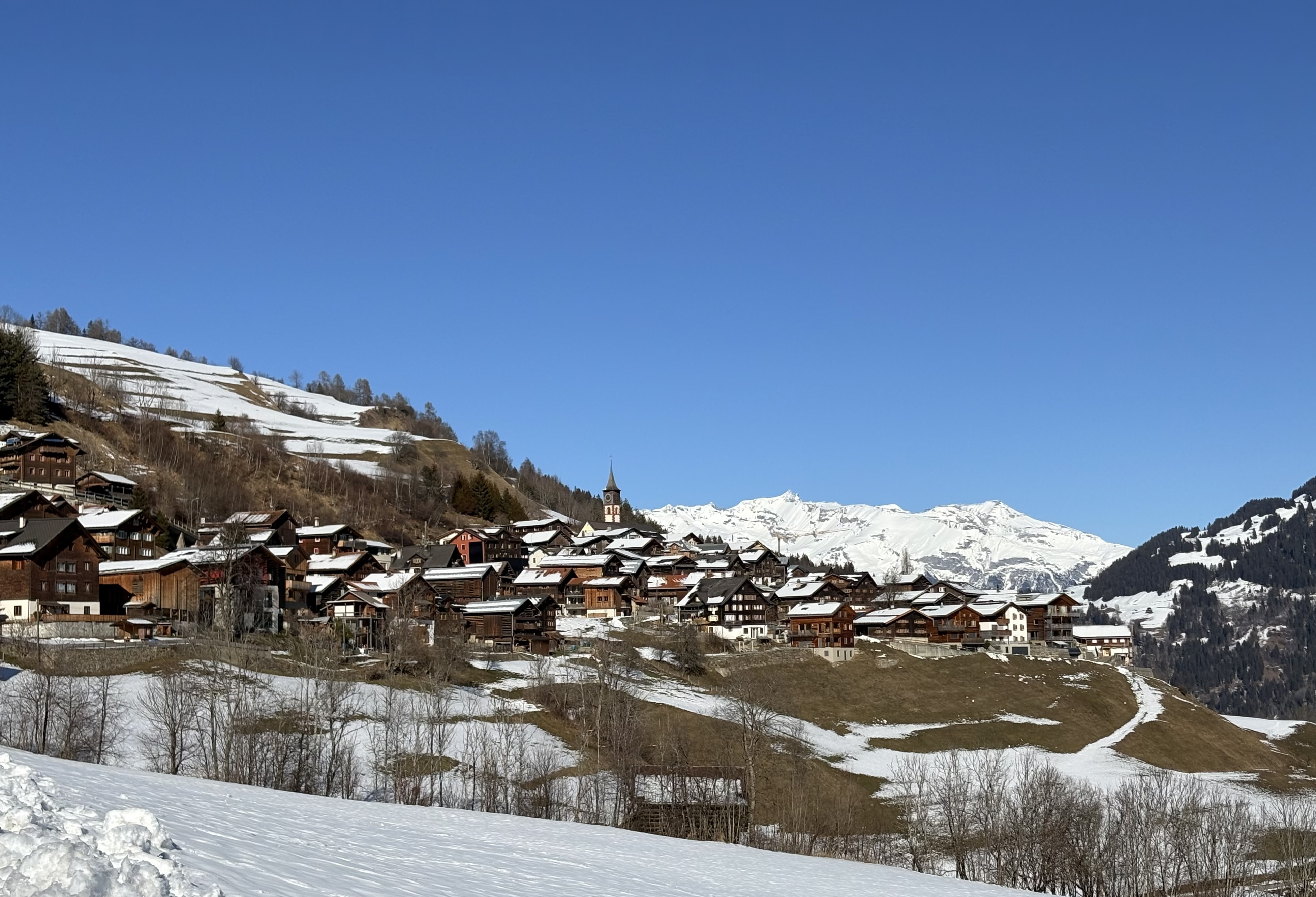
Cumbel Februar 2025
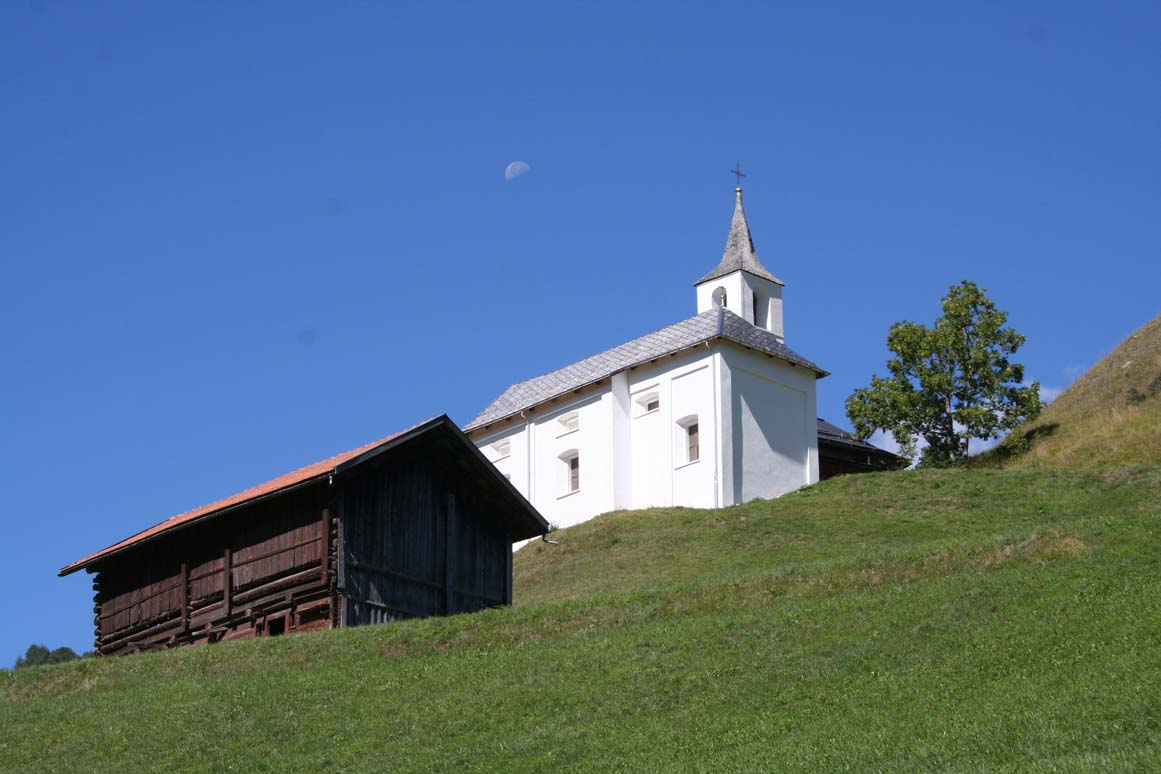
Kapelle St. Murezi bei Cumbel
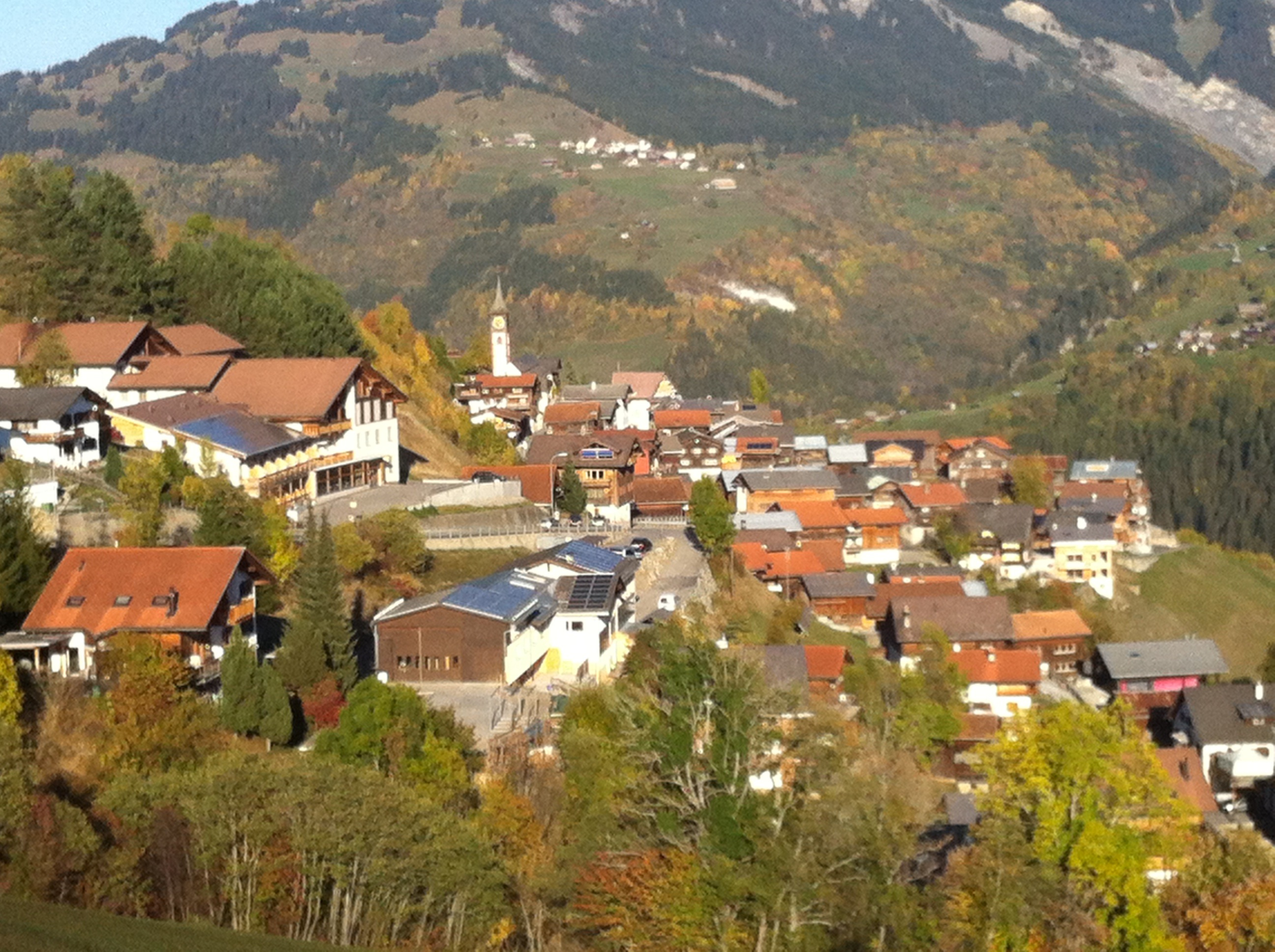
Cumbel Oktober 2018

## Persönlichkeiten
- Zacharias da Salò (1615–???), geistlicher Schriftsteller und Typograf, Förderer der romanischen Sprache
- Johann Bartholome Arpagaus (1810–1882), Nationalrat, Regierungsrat und Kurarzt
- Fabio Caduff (* 1985), Snowboarder